# مسجد نور الأمين (بغارويونغ)
مسجد نور الأمين هو مسجد يقع في باتوسانغراك في تاناه داتار الواقعة غرب سومطرة في إندونيسيا، تم بناء المسجد على أرض الوقف المقدم من عائلة الحاج أمين داتواك راجو باتواه في عام 1990، وافتتح في الحادي والعشرين من شهر فبراير عام 1992 من قبل وزير النقل الإندونيسي في ذلك الوقت أنور أنس .
مسجد نور الأمين مكتسي بالطلاء الأبيض، ويدعم المبنى الرئيسي للمسجد من قبل أربعة أعمدة كبيرة وتوج المسجد ببناء قبة رئيسية، في حين أن عددا من القباب الصغيرة تتويج الجزء الآخر من مبنى المسجد مثل المحراب والبهو والشرفة، بالإضافة إلى ذلك يحتوي مسجد نور الأمين مأذنة مندمجة بالمبنى الرئيسي.